# Korb

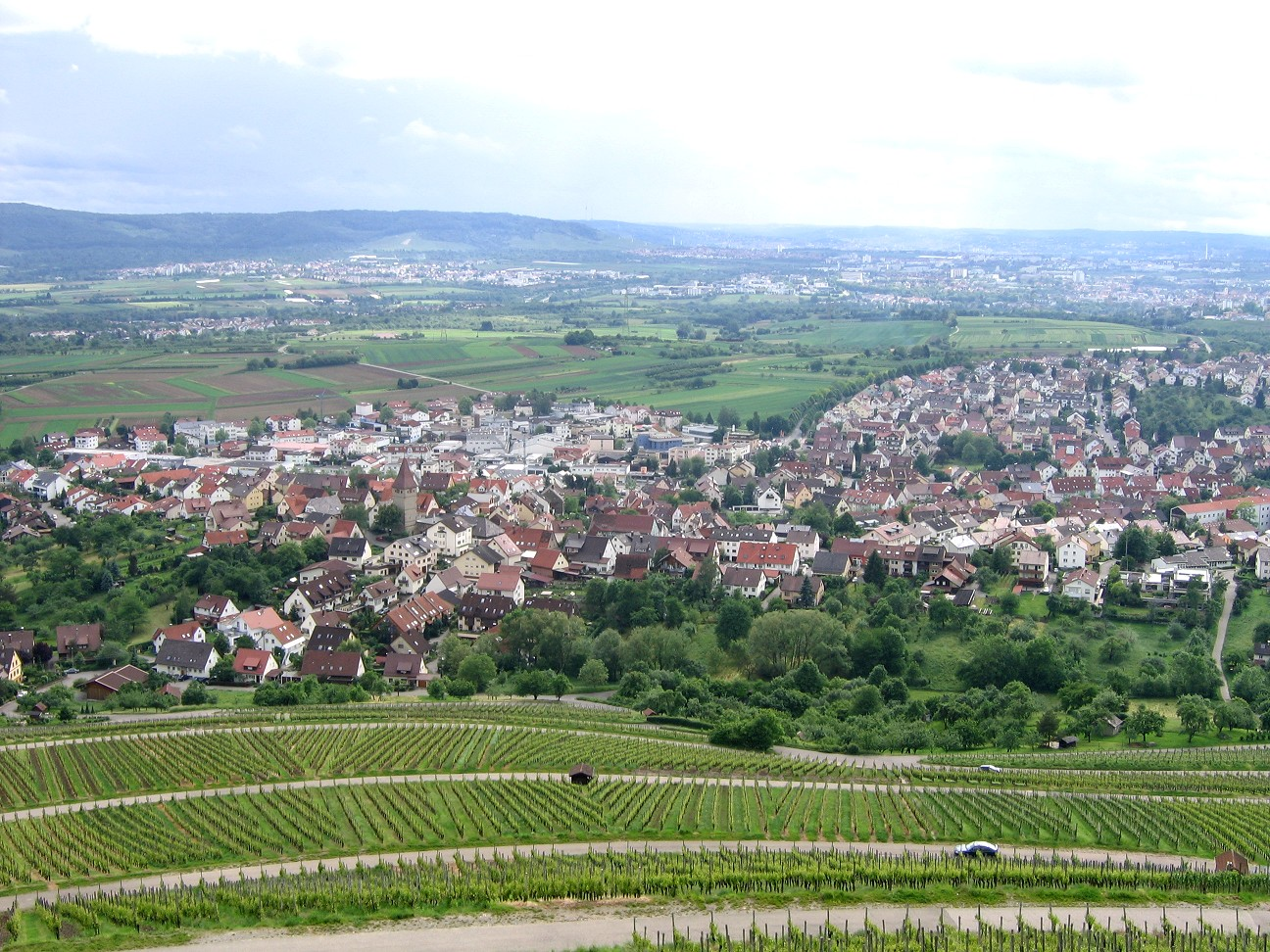
Korb

Korb là một đô thị ở huyện Rems-Murr, trong Baden-Württemberg, Đức. Đô thị này có diện tích 8,45 km², dân số thời điểm ngày 31 tháng 12 năm 2006 là 296 người. Đô thị này tọa lạc 3 km về phía đông của Waiblingen, và 15 km về phía đông bắc của Stuttgart. Korb nổi tiếng với sản phẩm rượu vang.